# Безупречный (эсминец, 1937)
«Безупречный» — эскадренный миноносец проекта 7 Черноморского флота ВМФ СССР. Был заложен в 1936 году, вошел в строй в 1939 году, участник Великой Отечественной войны. Погиб 26 июня 1942 года в 40 милях от мыса Аю-Даг от атаки более 20 пикировщиков.

## Постройка
Заложен 23 августа 1936 на заводе имени 61-го Коммунара в Николаеве. На воду был спущен 25 июля 1937 года, вступил в строй 2 октября 1939 года.
«Безупречный» был назван в честь миноносца типа «Буйный», спущенного на воду 1 июня 1902 года и вступившего в строй 30 октября 1902 года. Миноносец был построен на Невском судостроительном и механическом заводе по программе «для нужд Дальнего Востока» на основе проекта английской фирмы «Ярроу».

## Конструкция
Мореходность 7 проекта была посредственной. Из-за зауженных обводов носовой части корпуса они сильно зарывались в волну; при волнении моря 8 баллов скорость падала до 5—8 узлов. Для повышения остойчивости на часть «семерок» в 1940—1941 годах уложили твёрдый балласт (82—67 тонн).

### Энергетическая установка
Два главных турбозубчатых трехкорпусных агрегата смешанной активно-реактивной системы и три водотрубных котла треугольного типа, мощностью 48 000 л. с. при 415 об/мин., которые вращали два гребных винта диаметром 3,18 м и шагом 3,65 м.

### Вооружение
Главный калибр
Артиллерия главного калибра у эсминцев проекта 7: четыре 130-мм орудия Б-13-I с длиной ствола 50 калибров, изготовленных заводом «Большевик», углы вертикального наведения от −5 до +45°. Все типы снарядов (осколочно-фугасные, полубронебойные и дистанционные гранаты) были одинакового веса — 33,5 кг и выпускались из ствола с начальной скоростью 870 м/с на максимальную дальность 139 кбт (25,7 км). Боезапас включал в себя 150 выстрелов на ствол, в перегруз (по вместимости погребов) корабль мог брать до 185 выстрелов на ствол — то есть в сумме до 740 снарядов и зарядов. Подача боеприпасов осуществлялась вручную, досылка — пневмодосылателем.
Зенитное вооружение
Зенитное вооружение составляли: пара 76-мм универсальных установок 34-К, три 45-мм полуавтомата 21-К, четыре 12,7-мм пулемёта ДШК.
Торпедное вооружение
Торпедное вооружение включало в себя два 533-мм трехтрубных торпедных пороховых аппарата 39-Ю. Скорость вылета торпеды составляла 12 м/с. 533-мм торпеды 53-38(53-38У), длина 7,4 м, масса 1615 (1725) кг, масса ВВ (тротил) 300 (400) кг, дальность: 4,0 км ходом 44,5 узла, 8,0 — 34,5, 10,0 — 30,5. По проекту эсминцы могли нести дополнительно 6 запасных торпед в стеллажах, но перезарядка аппаратов вручную в свежую погоду оказалась невозможной.
Противолодочное вооружение
На расположенные на верхней палубе рельсы корабль мог принять 60 мин КБ-3, или 65 мин образца 1926 г., или 95 мин образца 1912 г. (в перегруз).
Стандартный набор глубинных бомб — 25 штук (10 больших Б-1 и 15 малых М-1); позже его довели до 40 Б-1 и 27 М-1. Большие бомбы хранились непосредственно в кормовых бомбосбрасывателях; малые — 12 в погребе и 8 в кормовом стеллаже на юте.

## История службы
Входил в состав созданой 23 июня 1939 года приказом народного комиссара ВМФ СССР № 303 Эскадры Черноморского флота, 1-я бригады эскадренных миноносцев Черноморского флота, 2-й дивизион.
В начале войны имел тактический номер 23.
В начале Великой Отечественной участвовал в минно-заградительных операциях (выставил 219 мин) и обороне Одессы.
Около 25 краснофлотцев и старшин с «Безупречного» добровольно ушли в отряды морской пехоты.

### Оборона Одессы
22 сентября 1941 года совместно с эсминцами «Бойким» и «Беспощадным» обеспечивал огневую поддержку десанта под Григорьевкой и подвергся воздушной атаке 9-и «юнкерсов» сбросивших на «Безупречный» 34 бомбы. От близких разрывов эсминец получил серьёзные повреждения. В наружной обшивке было насчитано 404 осколочные пробоины, из них 152 — ниже ватерлинии. В районе 180-190-го шпангоутов образовались гофры с разрывами и трещинами по верхней палубе. Первое машинное и третье котельное отделения, а также кормовые отсеки быстро заполнились водой. Корабль накренился на правый борт на 17° и лишился хода. С большим трудом его удалось отбуксировать в Одессу. Дифферент на корму при этом достигал 2 м, а запас плавучести сократился до 28 % от нормального.

### Оборона Севастополя
После ремонта «Безупречный» участвовал в эвакуации войск с косы Тендры, 6-7 ноября 1941 вместе с «Бойким» в ходе отступления Приморской армии доставил на борту два батальона морской пехоты из Ялты в Севастополь. 8 декабря 1941 года, выходя из Поти, эсминец навалился на якорную цепь теплохода «Местком» и повредил обшивку левого борта в районе 161-178-го шпангоутов. Исправление повреждений заняло 10 дней. В январе 1942 года в ходе Керченско-Феодосийской десантной операции «Безупречный» обстреливал немецкие позиции под Старым Крымом, оказывал огневую поддержку десанту в Судаке. В феврале-марте эсминец также занимался обстрелом вражеских позиций в восточном Крыму, в районе Владиславовки, Новомихайловки, Корокеля.
28 мая 1942 года «Безупречный» успешно отконвоировал в Севастополь транспортный теплоход «Грузия», отражал неоднократные атаки немецкой авиации. Позднее «Грузия» санитарный транспорт (1928) типа «Аджария», погиб 13 июня 1942 года в Южной бухте Севастополя. Вечером 24 июня 1942 года эсминец вместе с лидером «Ташкент» совершил свой последний прорыв в осажденную крепость. Они доставили подкрепление — бойцов 142-й морской стрелковой бригады. В обратном направлении перевозили в основном раненых. Всего за первое полугодие 1942 года «Безупречный» доставил из Севастополя 1753 раненых, из них 260 лежачих.

### Гибель
Вернувшись в Новороссийск, корабли приняли на борт оставшиеся части 142-й бригады и попытались повторить прорыв. Шедший первым «Безупречный» в 18.57 26 июня 1942 года в 40 милях от мыса Аю-Даг был атакован более 20 пикировщиками Ю-87 и Ю-88. Корабль получил несколько прямых попаданий — в кормовой мостик, в первое котельное отделение и полубак. Носовая часть эсминца уже скрылась под водой, а кормовая, полузатопленная, ещё плавала. Через несколько минут он полностью затонул. Подошедший через 30-40 минут к месту гибели «Ташкент» также был атакован авиацией и, сбросив на воду спасательные плоты и пояса, ушел. Утром следующего дня на воде держалась небольшая группа: комиссар Усачев, помощник командира старший лейтенант Алексей Кисель, командир БЧ-2 старший лейтенант Тимофей Стебловский, сын командира корабля Володя Буряк, старшина Белокобыльский и Гавриил Сушко.
На следующий день подводные лодки М-112 и М-118 подобрали всего трех уцелевших моряков. М-112 подобрала комендора Ивана Чередниченко и сигнальщика Гавриила Сушко, Николай Белокобыльский решил, что это немецкая лодка и бросился в противоположную сторону, лодка М-118 независимо подобрала мичмана И. Ф. Миронова, моряк продержался на воде более 50 часов. Остальной экипаж, а также взятые на борт 320 красноармейцев и 16 медицинских работников погибли. Погиб и командир — капитан 3 ранга П. М. Буряк и семнадцатилетний сын командира юнга Володя Буряк.

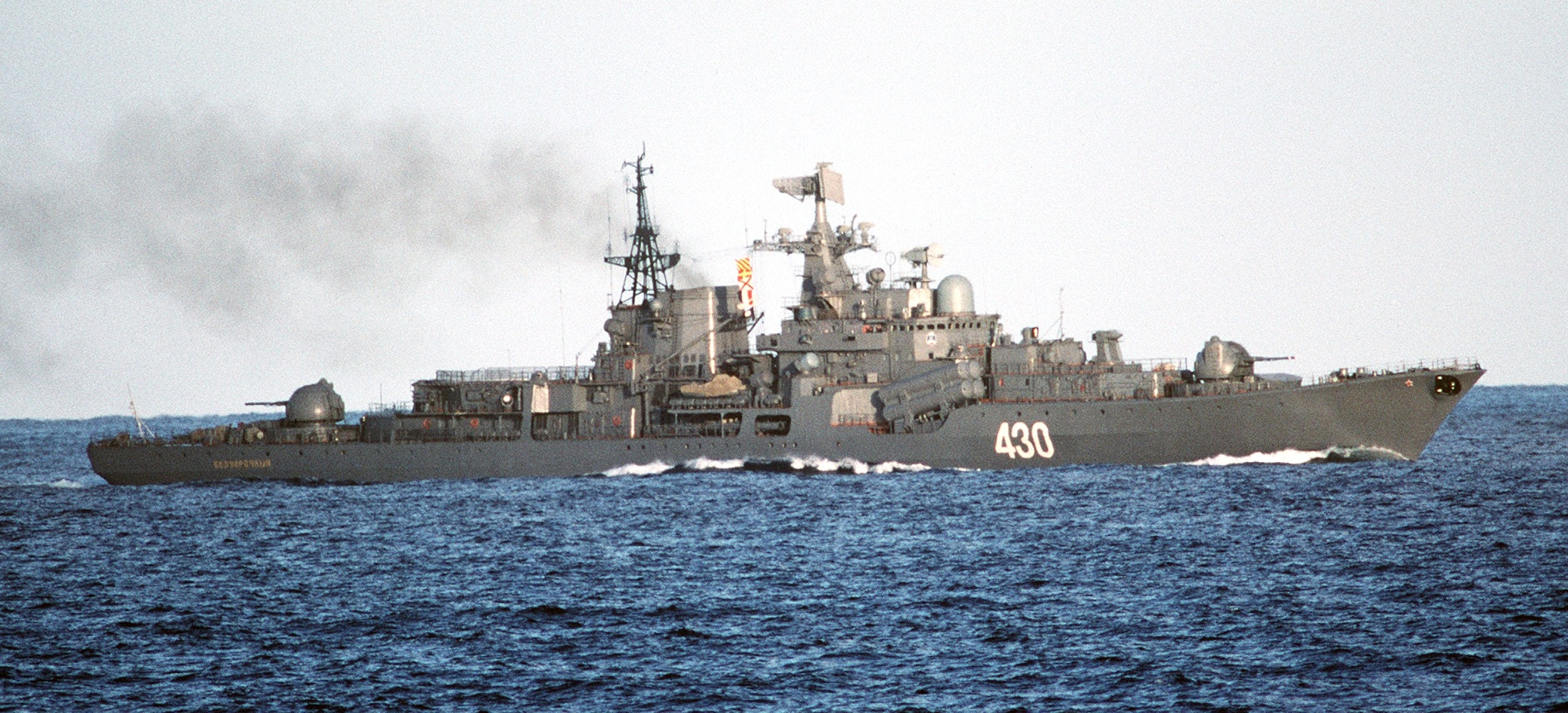
«Безупречный», проект 956 в 1986 году

## Командиры
- (22.6.41 — 26.6.42, погиб с кораблём) капитан-лейтенант, капитан 3-го ранга Пётр Максимович Буряк (1905- 26.6.42), кавалер Ордена Красного Знамени, Ордена Отечественной войны I степени посмертно[6]

- комиссар — батальонный комиссар Василий Ксенофонтович Усачев[2]

## Память
В честь корабля были названы эскадренный миноносец проекта 30-бис «Безупречный» в 1950-х годах и эскадренный миноносец проекта 956 «Безупречный» в 1983 году.

«Безупречный» сторожевой корабль проекта 22460 «Охотник» в 2018 году.
На Одесской киностудии.был снят в 1974 году режиссёром Вадимом Лысенко односерийный художественный фильм «Следую своим курсом», военная драма о Великой Отечественной войне на Чёрном море и обороне Севастополя. В морском боевом походе гибнет от фашистской авиации эсминец «Дерзкий» (прообразом послужил «Безупречный»), а эсминец «Стремительный» (прообразом послужил «Ташкент») прорвался в порт.